# Naz Aydemir
Pour les articles homonymes, voir Aydemir.
Naz Aydemir est une joueuse de volley-ball turque née le 14 août 1990 à İstanbul. Elle mesure 1,86 m et joue au poste de passeuse. Elle totalise 107 sélections en équipe de Turquie. Elle est mariée au joueur turc de basket-ball Cenk Akyol.

## Biographie
Son cousin İlkay Gündoğan est un footballeur international allemand d'origine turque.

## Clubs
| Club                | De        | À         |
| ------------------- | --------- | --------- |
| Eczacıbaşı İstanbul | 2004-2005 | 2008-2009 |
| Fenerbahçe İstanbul | 2009-2010 | 2011-2012 |
| Vakıfbank İstanbul  | 2012-2013 | 2017-2018 |
| Fenerbahçe İstanbul | 2019-2020 | …         |

## Palmarès

### Équipe nationale
- Championnat d'Europe
  - Finaliste : 2019.
- Jeux européen
  - Vainqueur : 2015[2]
- Ligue européenne
  - Finaliste : 2009.
- Championnat du monde des moins de 18 ans
  - Finaliste : 2007.

### Clubs
- Championnat du monde des clubs
  - Vainqueur : 2010, 2013, 2017.
- Ligue des champions
  - Vainqueur : 2012, 2013, 2017, 2018.
  - Finaliste : 2014, 2016.
- Championnat de Turquie
  - Vainqueur : 2006, 2007, 2008, 2010, 2011, 2013, 2014, 2016, 2018.
  - Finaliste : 2015.
- Coupe de Turquie
  - Vainqueur : 2009, 2010, 2013, 2014, 2018.
  - Finaliste: 2015, 2017.
- Supercoupe de Turquie
  - Vainqueur: 2009, 2010, 2013, 2014, 2017.
  - Finaliste : 2015.

### Distinctions individuelles
- Championnat d'Europe féminin de volley-ball des moins de 20 ans 2008: MVP.
- Ligue des Champions de volley-ball féminin 2011-2012: Meilleure passeuse.
- Ligue des champions de volley-ball féminin 2012-2013: Meilleure passeuse.
- Ligue des champions de volley-ball féminin 2016-2017: Meilleure passeuse[3].